# Kanton Auvillar
Kanton Auvillar is een voormalig kanton van het Franse departement Tarn-et-Garonne. Kanton Auvillar maakte deel uit van het arrondissement Castelsarrasin. Het werd opgeheven bij decreet van 27 februari 2014 met uitwerking op 22 maart 2015.

## Gemeenten
Het kanton Auvillar omvatte de volgende gemeenten:
- Auvillar (hoofdplaats)
- Bardigues
- Donzac
- Dunes
- Le Pin
- Merles
- Saint-Cirice
- Saint-Loup
- Saint-Michel
- Sistels